# Burbidgea longiflora
Burbidgea longiflora är en enhjärtbladig växtart som först beskrevs av Henry Nicholas Ridley, och fick sitt nu gällande namn av Rosemary Margaret Smith. Burbidgea longiflora ingår i släktet Burbidgea och familjen Zingiberaceae. Inga underarter finns listade i Catalogue of Life.